# Marty Walsh (homme politique)
Pour les articles homonymes, voir Marty Walsh et Walsh.
Martin Joseph Walsh dit Marty Walsh, né le 10 avril 1967 à Boston, est un homme politique américain, membre du Parti démocrate.
Élu à la Chambre des représentants du Massachusetts entre 1997 et 2014, il devient à cette date maire de Boston. Il est secrétaire au Travail des États-Unis de 2021 à 2023, dans l'administration du président Joe Biden.

## Biographie

### Jeunesse et formation
Marty Walsh naît à Boston et grandit dans une famille de la classe ouvrière catholique irlando-américaine résidant dans le quartier de Dorchester,. Il est âgé de sept ans lorsque les médecins diagnostiquent une forme rare de cancer, le lymphome de Burkitt. Il survit après plusieurs années d'un traitement médical qui perturbe sa scolarité. Marty Walsh rejoint le syndicat Laborers Local 223, dont son père est adhérent, et dont il devient président. Il préside également le Boston Building Trades. Il obtient un diplôme en sciences sociales du Boston College.

### Carrière politique
Entre 1997 et 2014, Marty Walsh est membre de la Chambre des représentants du Massachusetts. Il préside le comité d'éthique de la Chambre. Il se présente aux élections municipales de Boston où il est soutenu par plusieurs organisations syndicales. Après le premier tour, il reçoit l'appui de trois candidats afro-américains. En novembre 2013, il devance un autre candidat démocrate, le conseiller municipal John R. Connolly, et est élu maire de Boston avec 51,5 % des suffrages. Il entre en fonction le 6 janvier 2014, succédant à Thomas Menino, en poste depuis 1993, qui a renoncé à se représenter. Il est réélu en 2017 pour un second mandat.
En janvier 2021, il est choisi par Joe Biden pour devenir secrétaire au Travail au sein de sa future administration. Le 22 mars suivant, il est le dernier membre du cabinet à être confirmé par le Sénat par 68 voix contre 29. Il est le premier syndicaliste à diriger ce département depuis Willie Julian Usery, Jr., sous Gerald Ford, de 1976 à 1977.
Il est choisi pour être le survivant désigné lors du discours sur l'état de l'Union de Joe Biden, le 7 février 2023.

### Dirigeant sportif
Le 16 février 2023, il est désigné par l'Association des joueurs de la Ligue nationale de hockey pour devenir son directeur à partir du mois de mars, ce qui entraîne son départ de l'administration Biden le 11 mars suivant.

## Vie privée
Marty Walsh est un ancien alcoolique. Il est resté membre de l'organisation Alcooliques anonymes après avoir surmonté sa dépendance. Depuis, il tente d'aider les personnes souffrant d'addiction. Plusieurs font partie de son équipe de campagne municipale en 2013.